# Madō Monogatari I
Madō Monogatari I (魔導物語Ｉ?  lit. Historia de Sorcery I) es un videojuego de rol para la Mega Drive que fue el último juego oficial de Sega Mega Drive lanzado en Japón. El juego es parte de la larga serie Madou Monogatari. 
Es una revisión posterior de la versión de Game Gear, Madō Monogatari I: Mittsu no Madō-kyū, que se basa en las versiones originales de MSX y PC98, y se basa en gran medida en la versión de PC Engine, Madō Monogatari I: Honō no Sotsuenji. 

## Jugabilidad
El juego se desarrolla en un laberinto en 3D con obstáculos, enemigos y personajes que enfrentar. Atacar monstruos es similar a la serie Paladin's Quest y Phantasy Star. Algunos ejemplos de artículos locos son el curry japonés, el champán, el mini elefante y los pequeños cristales extraños que pueden convocar a Santa. También hay un elemento cápsula que permite a los jugadores capturar enemigos en videojuegos similares a los Pokémon. Una vez capturados, estos enemigos servirán como aliados del jugador principal. Tanto el cerebro como la fuerza física deben usarse, ya que las batallas y los rompecabezas son igualmente difíciles en los niveles inferiores del juego. 

## Trama
Arle Nadja, de cinco años (más tarde heroína de la serie Puyo Puyo) es miembro de la escuela de magia. Para su examen final, debe atravesar la torre de Satan. Su conocimiento y habilidades se pondrán a prueba en gran medida con los rompecabezas y las ilusiones de los demonios que están dentro. Sin embargo, no todas son ilusiones, puede haber rivales y amigos en esta torre. Entonces Arle tiene que estar atenta si quiere pasar esta prueba. 